# Programació imperativa
En un llenguatge imperatiu, les instruccions s'executen de manera seqüencial unes darrere d'altres, tret que es troben estructures de control condicionals o bucles. Aquests llenguatges modifiquen el contingut de la memòria de l'ordinador per a produir les eixides requerides en funció de les ordres escrites en cada línia del codi font del programa en execució. En aquests llenguatges, s'utilitzen una sèrie de comandes, agrupades en blocs i compostes d'ordres condicionals, que permeten al programa retornar a un bloc de comandes si s'acompleix certa condició, definir eixes condicions, determinar l'acció a executar en cas d'acomplir-se eixa condició i/o repetir un bloc de programa des de qualsevol punt del codi font. Aquests llenguatges s'anomenen així, en haver d'explicitar en cada instrucció, allò que l'ordinador ha de fer i com ha de fer-ho. Com pot intuir-se, aquests llenguatges utilitzen instruccions com a unitats de treball dels programes. (COBOL, Pascal, C, Ada).